# Parafia Świętej Rodziny w Chełmie
Parafia Świętej Rodziny w Chełmie – parafia rzymskokatolicka w Chełmie, należąca do dekanatu Chełm – Zachód w archidiecezji lubelskiej. 

## Historia
Parafia została erygowana 31 lipca 2003 roku dekretem abp. Józefa Życińskiego. Początkowo msze święte były odprawiane w wynajętym lokalu po sklepie meblowym przy ul. Szymanowskiego. Rozpoczęto budowę murowanego kościoła według projektu architekta Mieczysława Brzozowskiego, a równocześnie też budowano dom parafialny. 9 maja 2004 roku bp Mieczysław Cisło dokonał poświęcenia i wmurowania kamienia węgielnego. W latach 2005–2016 zbudowano plebanię. 6 października 2007 roku abp Józef Życiński dokonał poświęcenia kościoła pw. Św. Rodziny. 11 października 2005 roku w parafii było nawiedzenie kopii Obrazu Matki Bożej Jasnogórskiej. 13 czerwca 2015 roku odbyło się nawiedzenie przez figurę Michała Archanioła z Gargano.  

## Proboszczowie
- ks. kan. Jan Pokrywka (2003–2014)
- ks. kan. Mirosław Waldemar Bończoszek (od 2014)

## Zasięg parafii
- Chełm – ulice: Elsnera, Gminna, Karłowicza, kol. Żółtańce Mostowa, Kurpińskiego, Lutosławskiego, Lwowska, Metalowa, Modra, Nowowiejskiego, Ogrodowa, Poległych, Polna, Pszenna, Szymanowskiego, Wieniawskiego, Wirskiego.